# Hans Karl Peterlini
Hans Karl Peterlini (Bolzano, 12 marzo 1961) è un giornalista, scrittore e pedagogo italiano.

## Biografia
Peterlini è nato il 12 marzo 1961 a Bolzano, è cresciuto in Bassa Atesina e abita Klagenfurt in Austria. Il diploma di maturità lo raggiunse al Liceo classico a Bolzano. Divenne giornalista nel 1982. La laurea in pedagogia psicoanalitica ad Innsbruck seguì nel 2006, nel 2011 concluse il dottorato di ricerca presso la Libera Università di Bolzano, nel 2014 raggiunse l'abilitazione scientifica presso l'Università di Innsbruck. Nello stesso anno gli venne assegnata la cattedra di Pedagogia Generale e Ricerche Interculturali presso l'Università di Klagenfurt alla quale si aggiunse nel 2020 la cattedra UNESCO in "Global Citizenship Education - Culture of Diversity and Peace". Suo fratello Oskar Peterlini è un politico, eletto Senatore della Repubblica tra il 2001 e il 2013.
Il primo tirocinio giornalistico Hans Karl Peterlini lo compie presso il quotidiano Dolomiten di Bolzano. Nel 1982 passa al settimanale ff – Südtiroler Wochenmagazin e ne diventa capo redattore e direttore responsabile nel 1990. Venne licenziato nel 1993 su pressione politica dopo alcuni articoli su presunti scandali. Come reazione fonda assieme alla famiglia Lentsch e Hubertus Czernin del magazine austriaco Profil il settimanale Südtirol Profil. Dopo la chiusura del settimanale per il mancato successo economico venne richiamato a dirigere la ff. Quale responsabile dapprima del settimanale ff e poi del Südtirol Profil Peterlini ha contribuito in prima linea alla crescita della stampa alternativa tedesca in Alto Adige. È stato anche direttore nella breve esperienza del quotidiano Südtirol 24 h, edito dalla stessa casa editrice di FF tra il settembre 2003 e l'ottobre 2004.
Dal 2004 in poi, Peterlini inizia la sua attività di ricercatore e docente universitario presso l'Università di Innsbruck e la Libera Università di Bolzano nel campo della pedagogia interculturale. Nel 2014, dopo l'attribuzione dell'abilitazione scientifica presso l'Università di Innsbruck, venne chiamato a coprire la cattedra di Pedagogia Generale e Ricerche Interculturali dell'Università di Klagenfurt. Grazie a ulteriori specializzazioni accademiche, nei campi psicoterapeutici, di comunicazione interpersonale e coaching, riesce a congiungere le sue conoscenze di storia e politica contemporanea (approfondite in varie pubblicazioni) con le sue competenze nell'ambito della comunicazione umana, nella società, ma anche in gruppi, team e aziende. Nella sua tesi di laurea "Die Sprengung von Macht und Ohnmacht" ("Lo scasso del potere e dell'impotenza") presso la Leopold-Franzens-Universität Innsbruck nel 2004, esamina i motivi psicoanalitici degli attentati Sudtirolesi degli anni dal 1961 al 1988, pubblicato sotto il titolo "Freiheitskämpfer auf der Couch". La sua tesi di dottorato di ricerca tratta il fenomeno della "Heimat" (patria-matria) nella formazione dell'identità di giovani Schützen sudtirolesi tra "psicosi difensive e mondo della vita", pubblicato anche in Alto Adige da Franco Angeli sotto il titolo "Capire l'altro. Piccoli racconti per fare memoria sociale". Peterlini affronta questi temi sentiti anche in diverse opere teatrali e saggi letterari.
L'impegno giornalistico e scientifico per la comprensione e pacificazione dei conflitti etnici in aree multilingue e transculturali trova la sua continuazione negli sforzi per la giustizia globale. L'UNESCO ha riconosciuto questi meriti approvando nel 2020 la cattedra di "Global Citizenship Education - Culture of Diversity and Peace", fondata e diretta da Peterlini. Ne sono scaturite nuove pubblicazioni come la monografia "Learning Diversity" e il contributo "Feeling the World" nell'antologia internazionale "Epicenter". Peterlini utilizza il concetto fenomenologico dell' "apprendimento come esperienza", che affronta in numerose pubblicazioni.

## Premi
Al concorso di letteratura a Lienz gli è stato conferito il premio di letteratura della Presidenza del Cancelliere Austriaco (Bundeskanzleramt), per un saggio su Ein Tirol, das es nicht gibt (Un Tirolo che non esiste).
Per il Corso Universitario "Global Citizenship Education" (2019-2023) gli è stato conferito assieme allo staff (Jasmin Donlic, Heidi Grobbauer, Karin Liebhardt, Werner Wintersteiner) il Premio "GENE" (Global Education Network Award".

## Opere

### Libri
- Learning Diversity,  Wiesbaden: Springer VS (2023), ISBN 978-3-8394-4480-1. (https://doi:10/[collegamento interrotto]).
- Lernen und Macht. Prozesse der Bildung zwischen Autonomie und Abhängigkeit. Innsbruck-Bolzano-Vienna: Studienverlag (2016), ISBN 978-3-7065-5486-2
- A cura di (con Massimiliano Boschi e Adel Jabbar) Oltre Caino e Abele. Il Decalogo per la convivenza riletto e commentato. In memoria di Alexander Langer 1995-2015. Merano-Klagenfurt/Celovec: Edizioni Alpha Beta Verlag e Drava (2015), ISBN 978-88-7223-235-4
- Noi figli dell'autonomia. Alto Adige/Südtirol oltre il disorientamento etnico. Traduzione dal tedesco Umberto Gandini. Meran: Edizioni Alpha Beta Verlag (2013), ISBN 978-88-7223-208-8
- Capire l'altro. Piccoli racconti per fare memoria sociale, Franco Angeli, Milano (2012), ISBN 978-88-568-4495-5
- (con Lynne Chisholm) La scarpetta di Cenerentola. Gioventù e Competenza Interculturale in Alto Adige/Südtirol. Rapporto di ricerca su una ricchezza disconosciuta, Edizioni Alpha Beta Verlag Merano (2012), ISBN 978-88-7223-202-6
- 100 Jahre Südtirol. Geschichte eines jungen Landes, Haymon, Innsbruck, 2012. ISBN 978-3-7099-7031-7
- con Michael Forcherː Südtirol in Geschichte und Gegenwart, Haymon, Innsbruck (2010), ISBN 978-3-85218-636-8
- Freiheitskämpfer auf der Couch. Psychoanalyse der Tiroler Verteidigungskultur von 1809 bis zum Südtirol-Konflikt, Studienverlag Innsbruck (2010), ISBN 978-3-7065-4814-4[14]
- Tirol - Notizen einer Reise durch die Landeseinheit, Haymon, Innsbruck (2008), ISBN 978-3-85218-575-0[15]
- con Hannes Obermair: Universitas Est. Saggi e documenti sulla storia della formazione in Tirolo/Alto Adige, Edition Raetia Bolzano (2008), ISBN 978-88-7283-316-2[16]
- Hans Dietl. Biographie eines Südtiroler Vordenkers und Rebellen, Edition Raetia, Bolzano (2007)[17]
- Silvius Magnago. Das Vermächtnis, Edition Raetia, Bolzano (2007):[18]
- Südtirols Bombenjahre. Von Blut und Tränen zum Happyend, Edition Raetia (2005), ISBN 978-88-7283-241-7[19]
- Wir Kinder der Südtirol-Autonomie, Folio Verlag Vienna-Bolzano (2003)
- Das 20. Jahrhundert in Südtirol, Edition Raetia Bolzano (1999-2003)[20]
- con Astrid Kofler: Graffiti in Tirol, Haymon Innsbruck (1999)
- Bomben aus zweiter Hand, Edition Raetia Bolzano (1993)[21]
- Zwischen Gladio und Stasi: Südtirols missbrauchter Terrorismus, Edition Raetia Bolzano (1993, 4ª edizione)
- Dolomiti. 200 anni Dolomiti, SVS Alpina (1990)[22]

### Lavori teatrali
- Herzstückl, Dekadenz, Bressanone (1997)
- Heimat, Theater in der Altstadt, Merano (1998)
- Regen übers Land, Theater an der Etsch, Egna (2010)
- Wer rettet die Helden? Forumtheater A.H.10, Ora, Bolzano, Bressanone, Brunico, Appiano, Ortisei, Lana, Silandro (2010)